# بوبي كول
بوبي كول (بالإنجليزية: Bobby Cole)‏ هو عازف بيانو أمريكي، ولد في 18 سبتمبر 1932 في نيويورك في الولايات المتحدة، وتوفي بنفس المكان في 19 ديسمبر 1996.

## وصلات خارجية
- بوبي كول على موقع ميوزك برينز (الإنجليزية)
- بوبي كول على موقع قاعدة بيانات برودواي على الإنترنت (الإنجليزية)
- بوبي كول على موقع ديسكوغز (الإنجليزية)